# Gerardo Arias
Gerardo Alberto Arias Gaitán (n. Escuintla, Guatemala, 18 de noviembre de 1985), es un futbolista que se desempeña como mediocampista y actualmente milita en el Deportivo Petapa de la Liga Nacional de Guatemala.

## Clubes
| Club                              | País      | Año               |
| --------------------------------- | --------- | ----------------- |
| Halcones FC                       | Guatemala | 2011 - 2013       |
| CSD Suchitepéquez                 | Guatemala | 2013 - 2014       |
| Deportivo Petapa                  | Guatemala | 2014 - 2016       |
| Club Social y Deportivo Municipal | Guatemala | 2016 - Actualidad |

## Selección nacional
Ha disputado un total de 4 partidos con la selección guatemalteca, de los cuales ha ganado dos y ha ganado dos. Fue titular en dos partidos mientras que entró como suplente en los otros dos. Aún no ha anotado goles.
| Partidos | Partidos    | Partidos  | Partidos                | Partidos                   | Partidos                  | Partidos | Partidos                | Partidos            | Partidos |
| N°       | Rival       | Resultado | Fecha                   | Lugar                      | Competencia               | Goles    | Cambio                  | DT                  |          |
| -------- | ----------- | --------- | ----------------------- | -------------------------- | ------------------------- | -------- | ----------------------- | ------------------- | -------- |
| 1        | El Salvador | 1:2 (1:0) | 3 de septiembre de 2014 | Los Ángeles Estados Unidos | Copa Centroamericana 2014 | -        | -                       | Iván Franco Sopegno |          |
| 2        | Belice      | 2:1 (1:0) | 7 de septiembre de 2014 | Dallas Estados Unidos      | Copa Centroamericana 2014 | 81'      | 51' por Sergio Trujillo | Iván Franco Sopegno |          |
| 3        | Perú        | 1:0 (1:0) | 15 de octubre de 2014   | Lima Perú                  | Amistoso                  | -        | 71' por Brandon De León | Iván Franco Sopegno |          |
| 4        | Uruguay     | 5:1 (3:0) | 6 de junio de 2015      | Montevideo Uruguay         | Amistoso                  | -        | 46' por Brandon De León | Iván Franco Sopegno |          |